# Hastodontia
Hastodontia (Parmasto) Hjortstam & Ryvarden – rodzaj grzybów z rodziny szczeciniakowatych (Hymenochaetaceae).

## Charakterystyka
Grzyby kortycjoidalne o owocniku rozpostartym, rozproszonym, przyrośniętym, hymenoforze gładkim lub grudkowatym. System strzępkowy monomityczny, wszystkie strzępki ze sprzążkami. Cystydy dwóch rodzajów, w tym jedne o szydlastych wierzchołkach. Podstawki niemal cylindryczne, na środku zwężone, 4-sterygmowe ze sprzążką w podstawie. Bazydiospory cylindryczne lub niemal cylindryczne, gładkie, cienkościenne, nieamyloidalne, niecyjanofilne.
Hastodontia odróżnia się dwoma rodzajami cystyd. Powiązania filogenetyczne są niejasne.

## Systematyka i nazewnictwo
Pozycja w klasyfikacji według Index Fungorum: Hymenochaetaceae, Hymenochaetales, Incertae sedis, Agaricomycetes, Agaricomycotina, Basidiomycota, Fungi.
W 1968 r. Erast Parmasto w rodzaju Hyphodontia (strzępkoząb) utworzył podsekcję Hastodontia, w 2009 r. Kurt Hjortstam i Leif Ryvarden podnieśli ją do rangi odrębnego rodzaju.
Gatunki
- Hastodontia halonata (J. Erikss. & Hjortstam) Hjortstam & Ryvarden 2009
- Hastodontia hastata (Litsch.) Hjortstam & Ryvarden 2009 – tzw. strzępkoząb włóczniowatorozwierkowy

Nazwy naukowe na podstawie Index Fungorum.
Nazwa polska według Władysława Wojewody. Jest niespójna z nazwą naukową.